# Хартфорд Вулф Пэк
«Ха́ртфорд Вулф Пэк» (англ. Hartford Wolf Pack) — американский хоккейный клуб, выступающий в АХЛ. Базируется в городе Хартфорд, штат Коннектикут. Домашней ареной клуба является «XL-центр». Фарм-клуб «Нью-Йорк Рейнджерса».

## История
Образован в 1997 году после того, как команда НХЛ «Хартфорд Уэйлерз» переехала в Северную Каролину и стала именоваться «Каролина Харрикейнз». Прообразом для команды из Хартфорда стал клуб из Бингемтона. Новая команда получила имя «Хартфорд Вулф Пэк» в честь Подводных лодок типа «Сивулф», производимых в Коннектикуте. Первая игра «Вулф Пэк» состоялась 9 октября 1997 года. В течение 11 сезонов подряд «Хартфорд» попадал в розыгрыш плей-офф Кубка Колдера. Лучшим сезоном для команды является сезон 1999/2000, когда командой был завоёван Кубок Колдера. 27 ноября 2010 года было объявлено о переименовании команды. Новая команда «Коннектикут Уэйл» получила своё имя в честь бывшего коллектива НХЛ «Хартфорд Уэйлерз». Однако после окончания сезона 2012/13 команда вернула своё старое имя.

## Клубные рекорды

### В сезоне
- Голы: 50 — Брэд Смит (2000/01)

- Передачи: 69 — Дерек Армстронг (2000/01)

- Очки: 101 — Дерек Армстронг (2000/01)

- Штраф: 415 — Дейл Пуринтон (1999/2000)

- Коэффициент пропущенных голов: 1,59 — Джейсон ЛаБарбера (2003/04)

### В истории клуба
- Голы: 184 — Брэд Смит

- Передачи: 204 — Дерек Армстронг

- Очки: 365 — Брэд Смит

- Штраф: 1240 — Дейл Пуринтон

- Вратарские победы: 91 — Джейсон ЛаБарбера

- Игры: 599 — Кен Гернандер

## Неиспользуемые номера
- 12  Кен Гернандер